# Душан Радовић (глумац)
Душан Радовић (Рума, 17. август 1961) српски је филмски и позоришни глумац.

## Биографија
Радовић је рођен у Руми, 1961. године. Дипломирао је на Академији уметности у Новом Саду, у класи глумца Петра Банићевића. Стални је члан драмског ансамбла Позоришта на Теразијама од 1993. године, где има статус првака.
Своју професионалну каријеру започео је у позоришту „Душко Радовић” у Београду, а потом у Српском народном позоришту у Новом Саду.

## Филмске улоге
| Год.       | Назив                                 | Улога                   |
| ---------- | ------------------------------------- | ----------------------- |
| 1980-е     |                                       |                         |
| 1986.      | Херој улице (ТВ)                      | Жељко                   |
| 1988.      | Дечји бич (ТВ)                        | Руководилац             |
| 1990-е     |                                       |                         |
| 1993.      | Руски цар (ТВ)                        | Милутинов зет           |
| 1996.      | То се само свици играју (мини-серија) | Муж                     |
| 1996.      | Срећни људи 2 (серија)                | Шеф комисиона           |
| 2000-е     |                                       |                         |
| 2000.      | Тајна породичног блага                | командир полиције       |
| 2000.      | А сад адио (ТВ филм)                  | покераш                 |
| 2001.      | Породично благо (серија)              | командир полиције       |
| 2002.      | Породично благо 2 (серија)            | командир полиције       |
| 2003.      | Најбоље године (серија)               | носач                   |
| 2004.      | Трагом Карађорђа (серија)             | Вуле Коларац            |
| 2004.      | Парадокс (ТВ)                         | Александар              |
| 2004.      | Стижу долари (серија)                 | Калуђеровић             |
| 2005.      | Црни Груја (серија)                   | лажни Турчин            |
| 2005.      | Идеалне везе (серија)                 | Бели Павловић           |
| 2006.      | Условна слобода                       | Калуђеровић             |
| 2006.      | Стижу долари 2 (ТВ)                   | Калуђеровић             |
| 2005−2007. | Љубав, навика, паника (серија)        | Петровић/Продавац Панта |
| 2006−2007. | Агенција за СИС (серија)              | Обрен                   |
| 2008.      | Село гори, а баба се чешља            | Портир                  |
| 2008.      | Читуља за Ескобара                    | Лелин отац              |
| 2010-е     |                                       |                         |
| 2010.      | Тотално нов талас (серија)            | Урошев отац             |
| 2010.      | Куку, Васа (серија)                   |                         |
| 2012.      | Бела лађа (серија)                    | водитељ                 |
| 2012.      | Фолк (серија)                         | председник „МЗ Добрица” |
| 2014.      | Ургентни центар (серија)              | господин Кресић         |
| 2016.      | Главом кроз зид (серија)              | аутомеханичар           |
| 2016.      | Сумњива лица (серија)                 | газда Спаса             |
| 2017.      | Santa Maria della Salute (серија)     | господин Бошковић       |
| 2018.      | Јужни ветар                           | мајстор                 |
| 2018.      | Јутро ће променити све (серија)       | Сава                    |
| 2018.      | Погрешан човек (серија)               | Горан Петровић „Жила”   |
| 2019.      | Пет (серија)                          | Креза                   |
| 2019.      | Нек иде живот (серија)                | Добривоје               |
| 2019.      | Група (серија)                        |                         |
| 2019−2020. | Јунаци нашег доба (серија)            | Првуловић               |
| 2020-е     |                                       |                         |
| 2020.      | Јужни ветар (серија)                  | мајстор                 |
| 2021.      | Клан (ТВ серија)                      | Амиџа                   |
| 2021.      | Камионџије д. о. о.                   | предузетник             |
| 2021.      | Дрим тим (ТВ серија)                  | професор Дебељковић     |
| 2021.      | Тајне винове лозе                     | старији радник          |
| 2021.      | Феликс                                | Чедомир Кукић           |
| 2021.      | Време зла                             | Душан Симовић           |
| 2023.      | Ако киша не падне                     | Драган                  |
| 2023.      | Видеотека                             | командир Синиша         |

## Позоришне улоге (избор)
- Арсеник и старе чипке
- Пуцњи на Теразијама
- Лутка са насловне стране
- Јубилеј
- Пољуби ме Кејт
- Поп Ћира и поп Спира
- Цигани лете у небо
- Хероји
- Кабаре
- Маратонци трче почасни круг
- Глорија
- Женидба и удадба
- Sweet Charity
- Мистер долар
- Бродвејске враголије.[3]